# Kerekdomb (Kolozsvár)

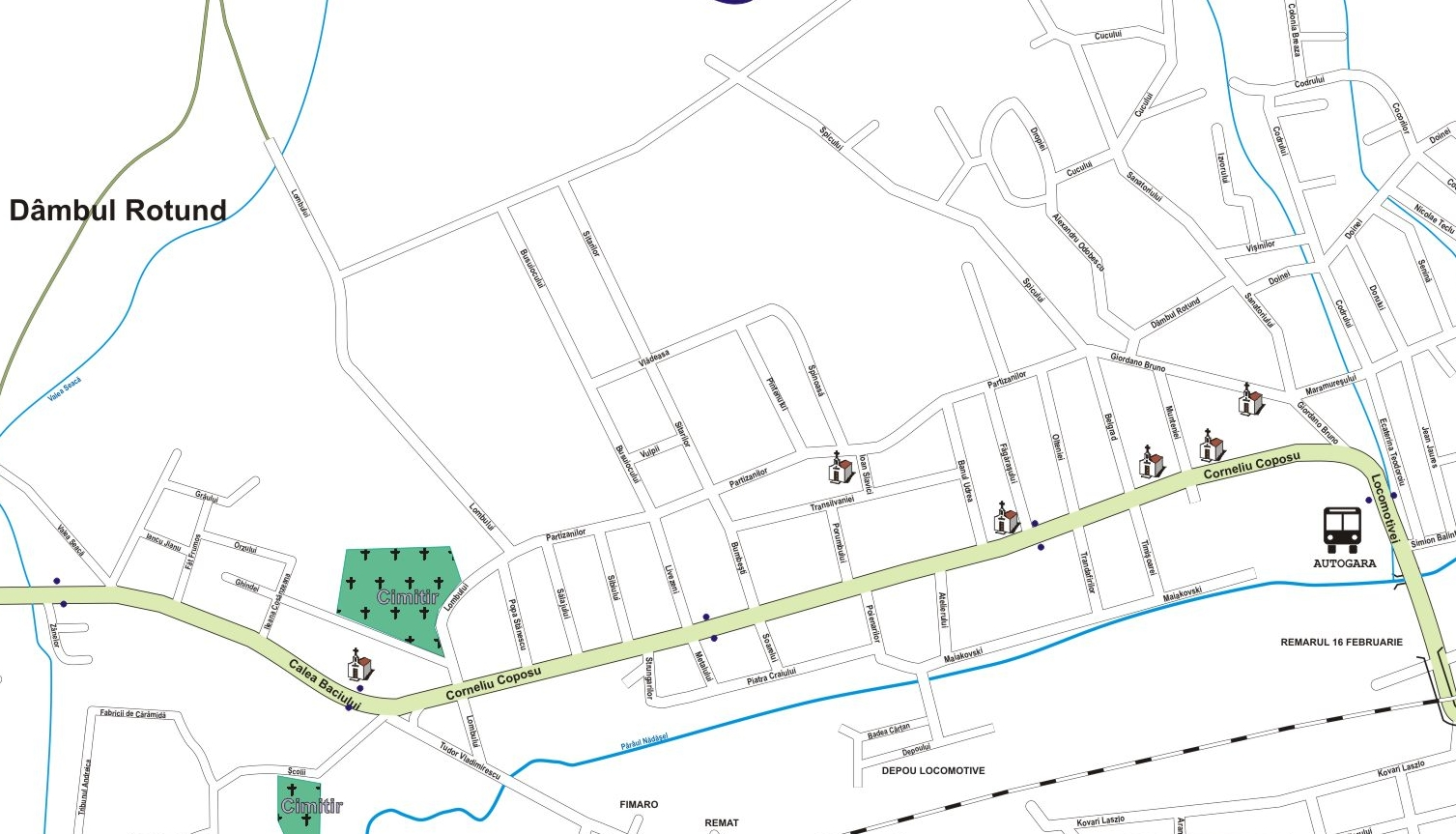
A városnegyed térképe

Kerekdomb (románul Dâmbul Rotund) Kolozsvár egyik városnegyede. Elsősorban családi házak alkotják, de néhány ipari létesítmény is található itt. 2018-ban (a Bulgáriateleppel és az Iriszteleppel együtt) a város kevésbé keresett lakóövezetének számított: a negyedben az átlagos ingatlanár négyzetméterenként 1131 euró volt, szemben a város 1287 euró/m2-es átlagával, illetve az 1417 euró/m2 maximális értékkel. Az egy lakosra jutó zöldfelület 2010-ben 3,93 m2 volt; a városi átlag ugyanebben az időszakban 19,17 m2.

## Fekvése és utcái

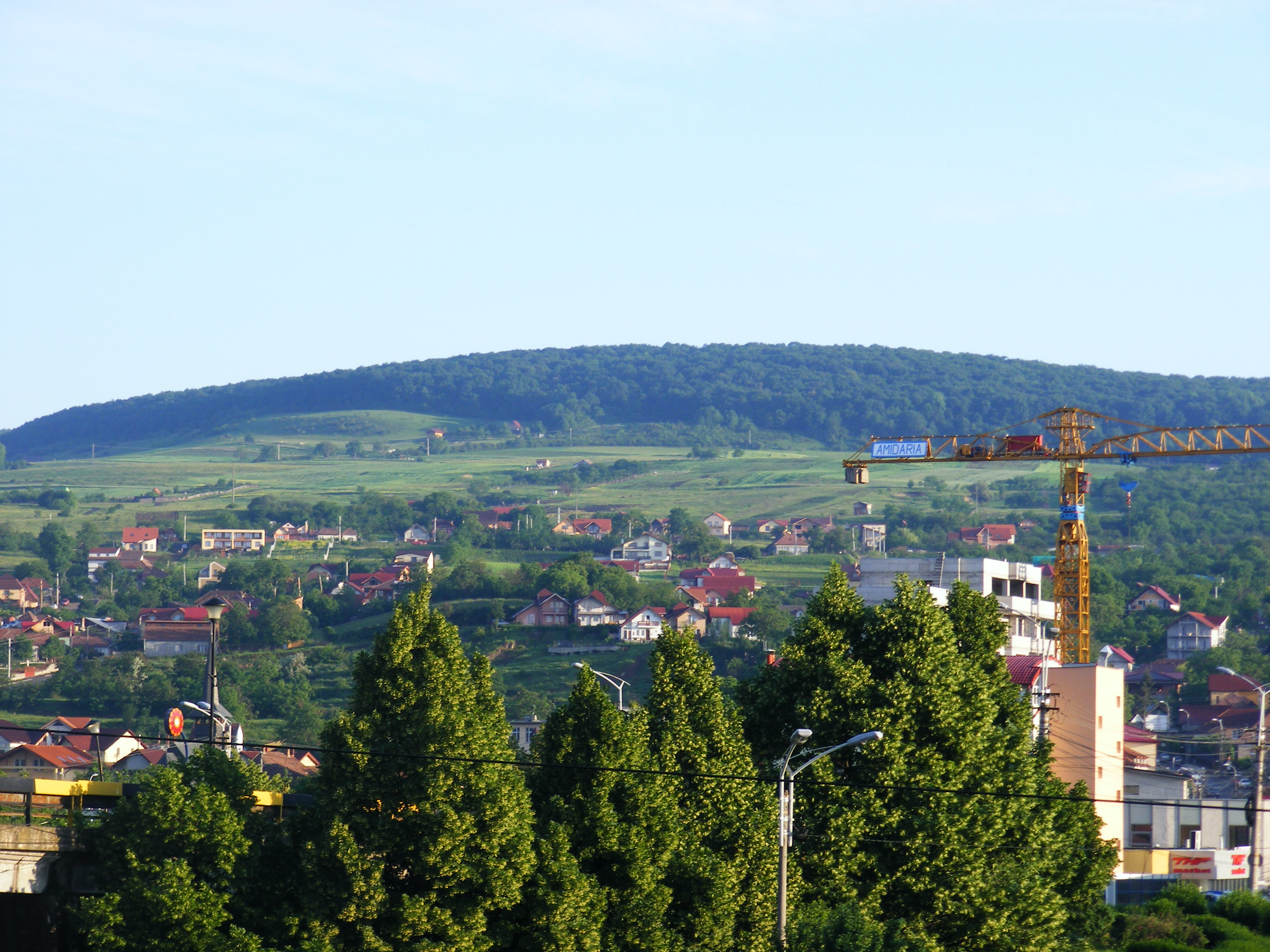

A város északnegyedi részén terül el a Zilahra vezető út irányában. Északon a Lombi erdő, keleten a vasútállomás, Odobești utca és Kajántói út (str. Oașului), délen a vasútvonal és a Nádas-patak, nyugaton Kisbács község határolja. Főbb közlekedési útvonalai a Maramureșului utca, a Corneliu Coposu utca és a Major (Tudor Vladimirescu) utca.
A negyed a Széchenyi térről induló 31-es autóbusszal közelíthető meg.

## Története
A 18. század végén, a 19. század elején alakult ki, ekkor a neve a mellette álló 390 méter magas dombról Hegyesdombalja-telep volt. (A dombot alkotó sárga homok jelentős részét elhordták a vasút és vasúti műhelyek építéséhez, illetve a városnegyed magánépítkezéseihez.) 1902-ben 50, 1944-ben 564 lakosa volt; 1914 és 1941 között több mint száz hóstáti család költözött a Hídelvéről a Kerekdomb környékére és az Irisztelepre.
1944. június 2-án, a város bombázását a negyed lakói a domb alatti három bunkerben vészelték át, amelyet a MÁV építtetett a vasút munkások és családjaik számára.

## Templomai
A kerekdombi ortodox templom az 1920-as évek végén, az 1930-as évek elején épült. A kerekdombi református gyülekezet az 1930-as évektől bérelt házaknál tartott imaórákat, 1959-ben saját imaházat építettek, és hivatalosan is külön egyházközséggé alakultak. A negyed katolikus temploma 1943-ban, református temploma 1977–1980 között, baptista imaháza 1991–1993 között épült. Görög katolikus templomát 2001-ben szentelték fel.